# Pseudotaxiphyllum maebarae
Pseudotaxiphyllum maebarae är en bladmossart som beskrevs av Iwatsuki 1987. Pseudotaxiphyllum maebarae ingår i släktet Pseudotaxiphyllum och familjen Plagiotheciaceae. Inga underarter finns listade i Catalogue of Life.